# Α酸

ホップ中の主要なα酸であるフムロンの化学構造。

α酸（アルファさん、英: α acids）は、主としてビールの製造において重要な化合物の一群である。これらはホップの花の樹脂腺に含まれており、ホップの苦味の源である。α酸は溶液中で加熱することにより異性化し、イソ-α酸となる。イソ-α酸は通常、煮沸した麦汁にホップを添加することによりビール中で生成する。異性化の度合いおよびホップの添加によって生成する苦味物質の量はホップが煮沸される時間の長さに大きく依存している。長く煮沸するとより多くのα酸の異性化が起こる。
一般的なα酸には、フムロン、アドフムロン、コフムロン、ポストフムロン、プレフムロンがある。最も一般的なイソ-α酸は、cis-およびtrans-イソフムロンである。

## 苦味
ホップのα酸「価」は、ホップの総重量におけるα酸の量のパーセンテージを示している。より高いα酸含有量のホップは、より低いα酸を含むホップと同じ量を用いた場合、より多くの苦味を与える。α酸含有量の高いホップの品種は、より苦みの強いビールの製造においてより効果的である。
特定の品種のα酸の量は、ホップの生育環境、乾燥方法、齢、その他の要素に依存して様々である。例えば、下記の一覧は一部の一般的な品種におけるα酸のレンジを示している（パーセンテージは乾燥重量当たり）。
- Cascade 4.5-8%
- Centennial 9-11.5%
- Chinook 12-14%
- East Kent Goldings 4.5-7%
- Hallertauer Hersbrucker 2.5-5%
- Mt. Hood 3.5-8%
- Saaz 2-5%
- Styrian Goldings 4.5-7%
- Willamette 4-7%

## 抗菌作用
イソ-α酸は、ビール中の多くの一般的なグラム陽性菌に対して静菌作用を有する。イソ-α酸は乳酸菌といったグラム陽性菌による深刻な汚染を防ぐのに非常に効果的であるが、イソ-α酸に対してかなりの抵抗性を示す株も存在する。
イソ-α酸はグラム陰性菌に対しては効果を示ない。